# 耶莱娜·尼科利奇
耶莱娜·尼科利奇-内纳迪奇（1982年4月13日—）生于贝尔格莱德，是一名塞尔维亚女子排球运动员，司职接应二传。她在职业生涯早期代表塞尔维亚和黑山参赛，获得2006年世界锦标赛铜牌。塞尔维亚和黑山解体后，她开始代表塞尔维亚参赛，期间曾获得2015年世界杯亚军、2016年里约奥运亚军。耶莱娜的丈夫Petar Nenadić是一名手球运动员，两人的儿子于2013年出生。